# Îlet du Gosier
L'îlet du Gosier est un îlet d'un kilomètre de long et situé à quelques centaines de mètres au large de la ville du même nom, Gosier en Guadeloupe.

## Toponyme
Il tient son nom de celui de la commune du Gosier. Ce sont les pélicans d'eau grands-gosiers qui chassaient autrefois dans sa lagune nourricière, qui lui valurent ce nom.

## Description
L'îlet du Gosier est un îlot de type corallien. Depuis 2003, il est sous la protection du Conservatoire du littoral pour assurer sa préservation, conjointement avec l'Office national des forêts et le service maritime de la DDE. Un garde du littoral veille au maintien de cet espace naturel.
Une habitation dotée d'un pigeonnier existait au XIXe siècle. Il reste un dernier habitant sur l'îlet, descendant du dernier gardien de phare, il est le dernier domicilié sur l'îlet. l'îlet se fait remarquer par la présence, depuis 1852, du phare du Gosier implanté à la pointe sud.

## Archéologie
Des fouilles entreprises dans les années 2020 sur l'îlet ont permis d'y découvrir deux occupations précolombiennes. La première est datée du saladoïde (vers 200-800 ap. J-C) et la seconde du troumassoïde (vers 800-1200 ap. J.-C.). Le site présente un dépotoir  de céramique, d'outils en pierre et en coquille et des restes de faune consommée, en particulier de coquillages. Des trous de poteaux montrent l'emplacement de carbets. Dix sépultures sont découvertes. Les défunts y ont les membres inférieurs repliés. 

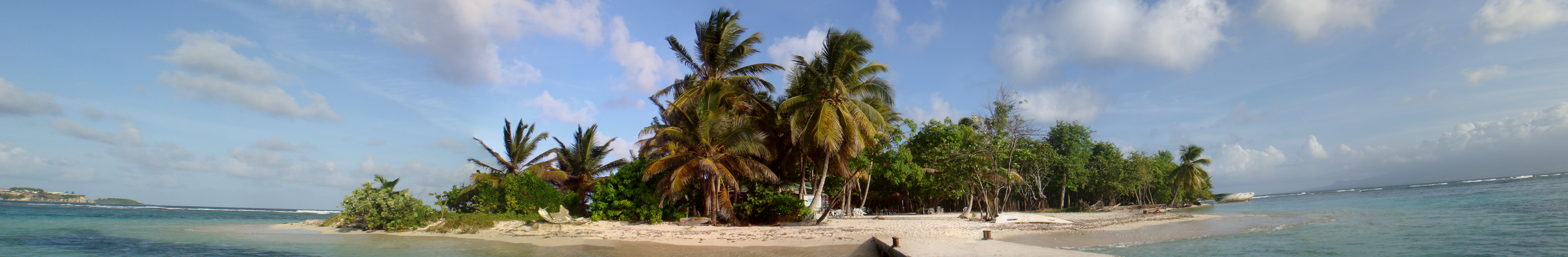
Vue panoramique sur l'îlet